# 2012 في سويسرا
فيما يلي قوائم الأحداث التي وقعت خلال عام 2012 في سويسرا.

## سياسة

### تعيين في المنصب
- 1 يناير – آلان بيرسيت عضو المجلس الفيدرالي السويسري.

## رياضة
- 1 يناير – طواف روماندي 2012

## وفيات

### مارس
- 21 مارس – برونو جياكوميتي (مواليد 1907) مهندس معماري سويسري.